# Vetenskapsåret 1948

## Händelser

### Astronomi
- 16 februari - Miranda, naturlig satellit till Uranus, upptäcks av Gerard Kuiper.[1]

### Fysik
- Okänt datum - Herbert Fröhlich gör ett viktigt genombrott för att förstå supraledare vid Liverpools universitet.[2]
- Okänt datum - Maria Goeppert-Mayer och J. Hans D. Jensen upptäcker, oberoende av varandra, att protonerna och neutronerna i en atomkärna är ordnade i en serie "skal", precis som elektronerna utanför kärnan.

### Matematik
- Okänt datum - Claude Shannon publicerar A Mathematical Theory of Communication, ett grundläggande arbete inom informationsteorin.

### Teknik
- 14 juli – Första Folkabubblan till Sverige levereras[3] till hamnen i Helsingborg.
- Okänt datum - Karlstad blir först i Sverige med fjärrvärme.

## Pristagare
- Copleymedaljen: Archibald Vivian Hill
- Darwinmedaljen: Ronald Aylmer Fisher
- Ingenjörsvetenskapsakademien utdelar Stora guldmedaljen till Waldemar Borgquist
- Nobelpriset: [4]
  - Fysik: Patrick M.S. Blackett
  - Kemi: Arne Tiselius
  - Fysiologi/Medicin: Paul Hermann Müller
- Penrosemedaljen: Hans Cloos
- Wollastonmedaljen: Edward Battersby Bailey [5]

## Födda
- 2 september - Christa McAuliffe (död 1986), astronaut.
- 9 mars - Laszlo Lovasz, datavetare.

## Avlidna
- 15 januari – Henri-Alexandre Deslandres, fransk astronom och fysiker.

### Fotnoter
1. ↑  Moore, P. (1995) The Guinness book of astronomy (5th ed.) Enfield, UK: Guinness Publishing. p. 110.
2. ↑  ”Science Places Liverpool”. 2008. http://www.scienceplaces.org/liverpool/liverpool_list.html. Läst 20 mars 2011.
3. ↑   Historisk återblick, TT Nyhetsbyrån /viaTT.se (läst 10 maj 2025)
4. ↑  ”Nobelpriset”. http://nobelprize.org/nobel_prizes/lists/all/index.html. Läst 10 april 2011.
5. ↑  ”Geological Society”. Arkiverad från originalet den 5 juni 2011. https://web.archive.org/web/20110605102217/http://www.geolsoc.org.uk/gsl/society/history/page750.html. Läst 14 april 2011.